# Vachtovité

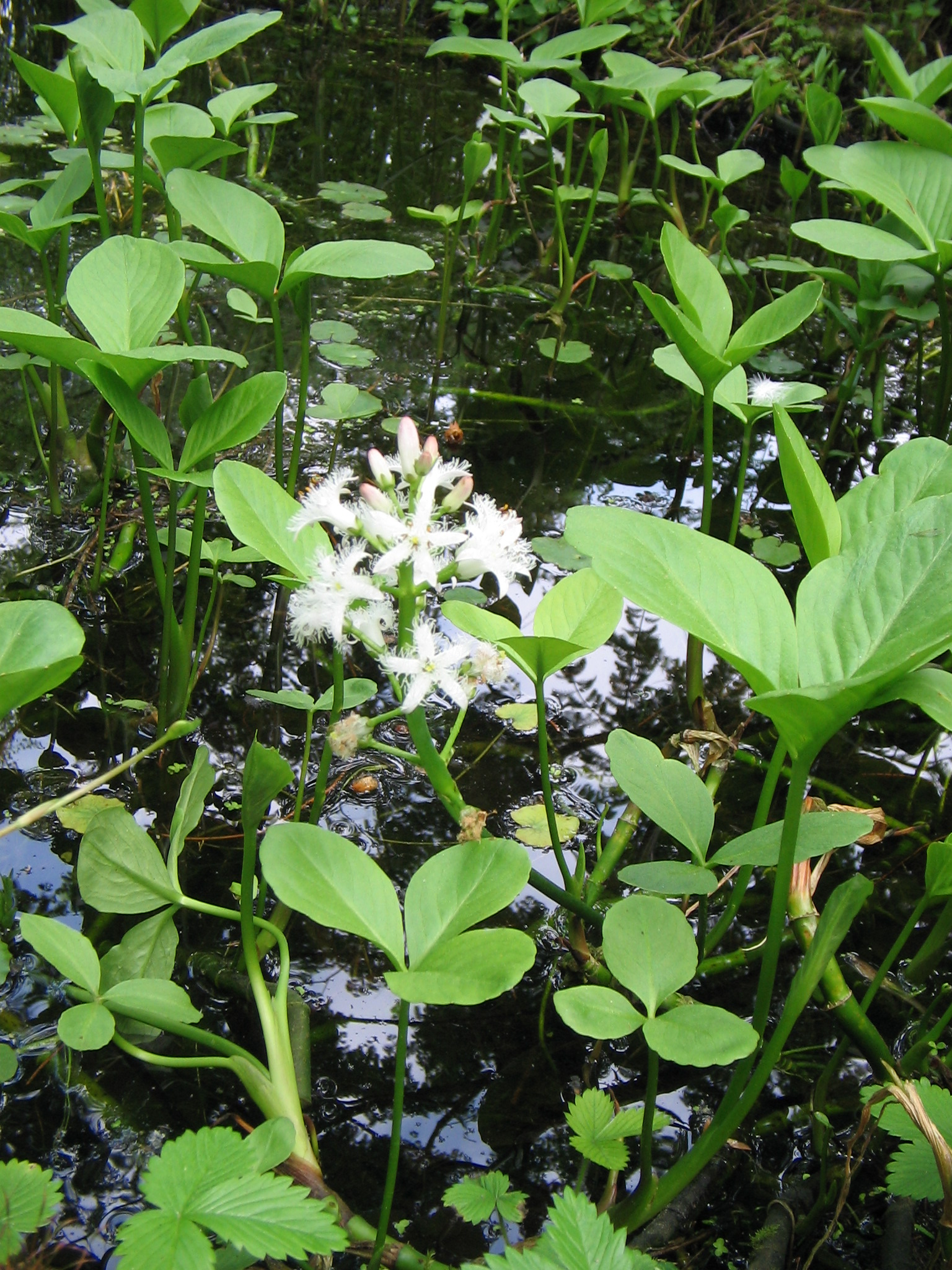
Vachta trojlistá (Menyanthes trifoliata)

Vachtovité (Menyanthaceae) je čeleď vyšších dvouděložných rostlin z řádu hvězdnicotvaré (Asterales). Jsou to vytrvalé vodní či bahenní rostliny s jednoduchými nebo trojčetnými listy a pravidelnými bílými nebo žlutými květy. Čeleď zahrnuje téměř 60 druhů v 6 rodech a je celosvětově rozšířena. V květeně České republiky je zastoupena 2 druhy: plavínem štítnatým a vachtou trojlistou.

## Popis
Vachtovité jsou vytrvalé vodní nebo bahenní rostliny s jednoduchými nebo trojčetnými střídavými listy bez palistů. Na bázi řapíku je vyvinuta pochva. Čepele listů jsou plovoucí nebo vynořené, zřídka trvale ponořené pod hladinou.
Květy jsou jednotlivé nebo ve vrcholových hlávkách, svazečcích či latách. Květy jsou pravidelné, oboupohlavné nebo řidčeji funkčně jednopohlavné, pětičetné. Kališní i korunní lístky jsou na bázi srostlé. Koruna je bílá, žlutá nebo dvoubarevná, korunní lístky jsou na okraji často třásnité. Tyčinek je 5, jsou přirostlé ke koruně. S tyčinkami se střídají útvary připomínající staminodia. Častá je distylie. Semeník je svrchní až polospodní, srostlý ze 2 plodolistů, s jedinou komůrkou a 2 až mnoha vajíčky. Čnělka je jediná. Plodem je tobolka.

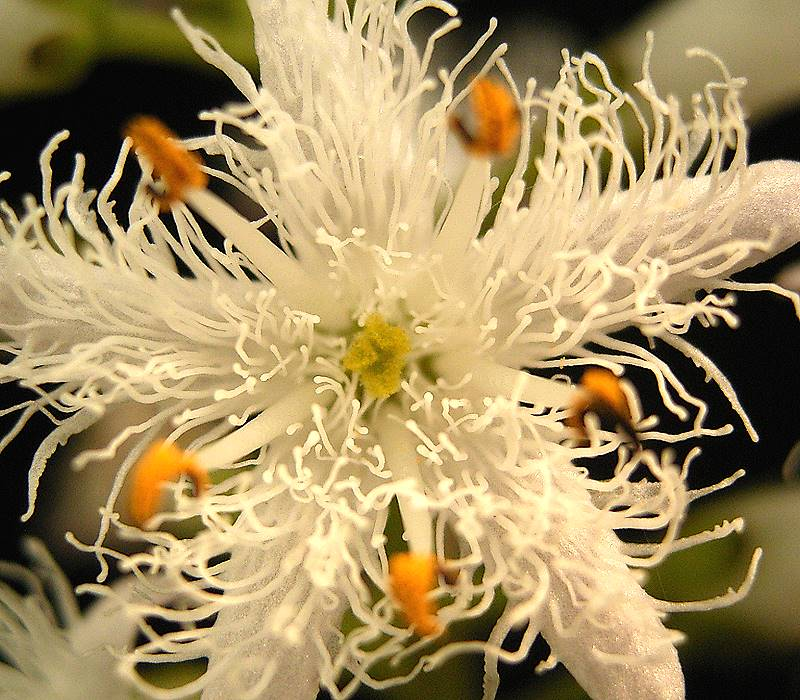
Detail květu vachty trojlisté (Menyanthes trifoliata)
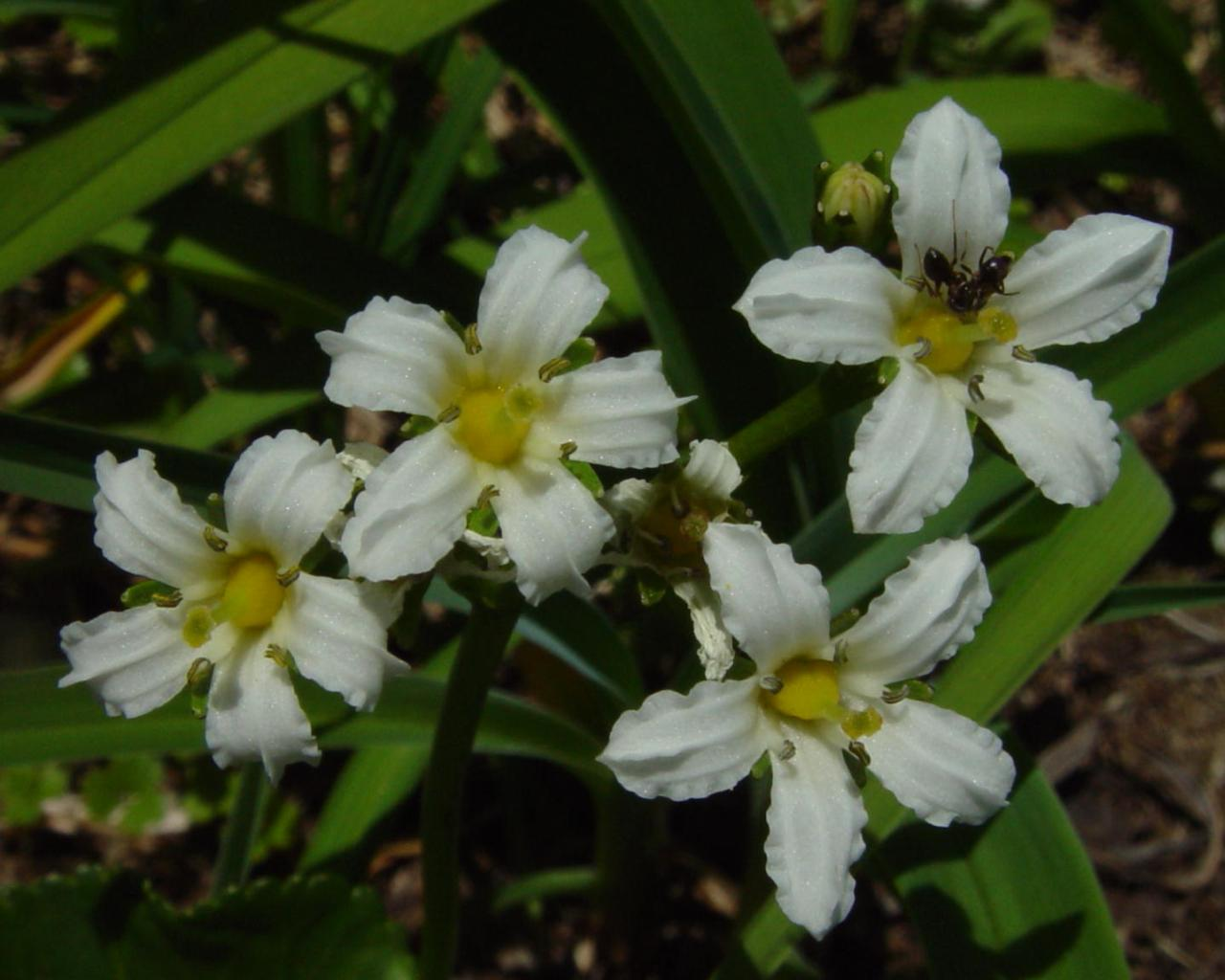
Nephrophyllidium crista-galli
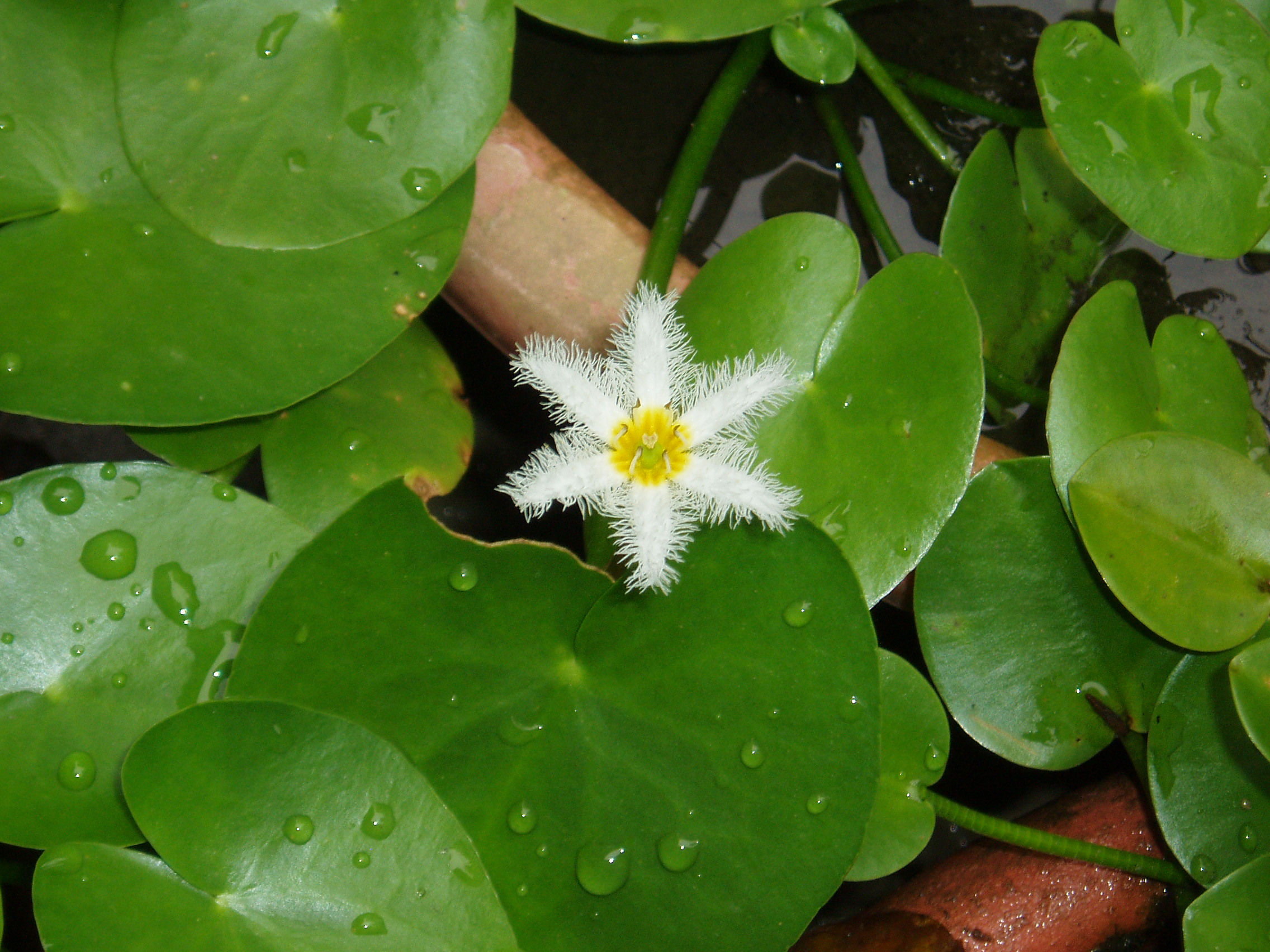
Kvetoucí plavín Nymphoides indica
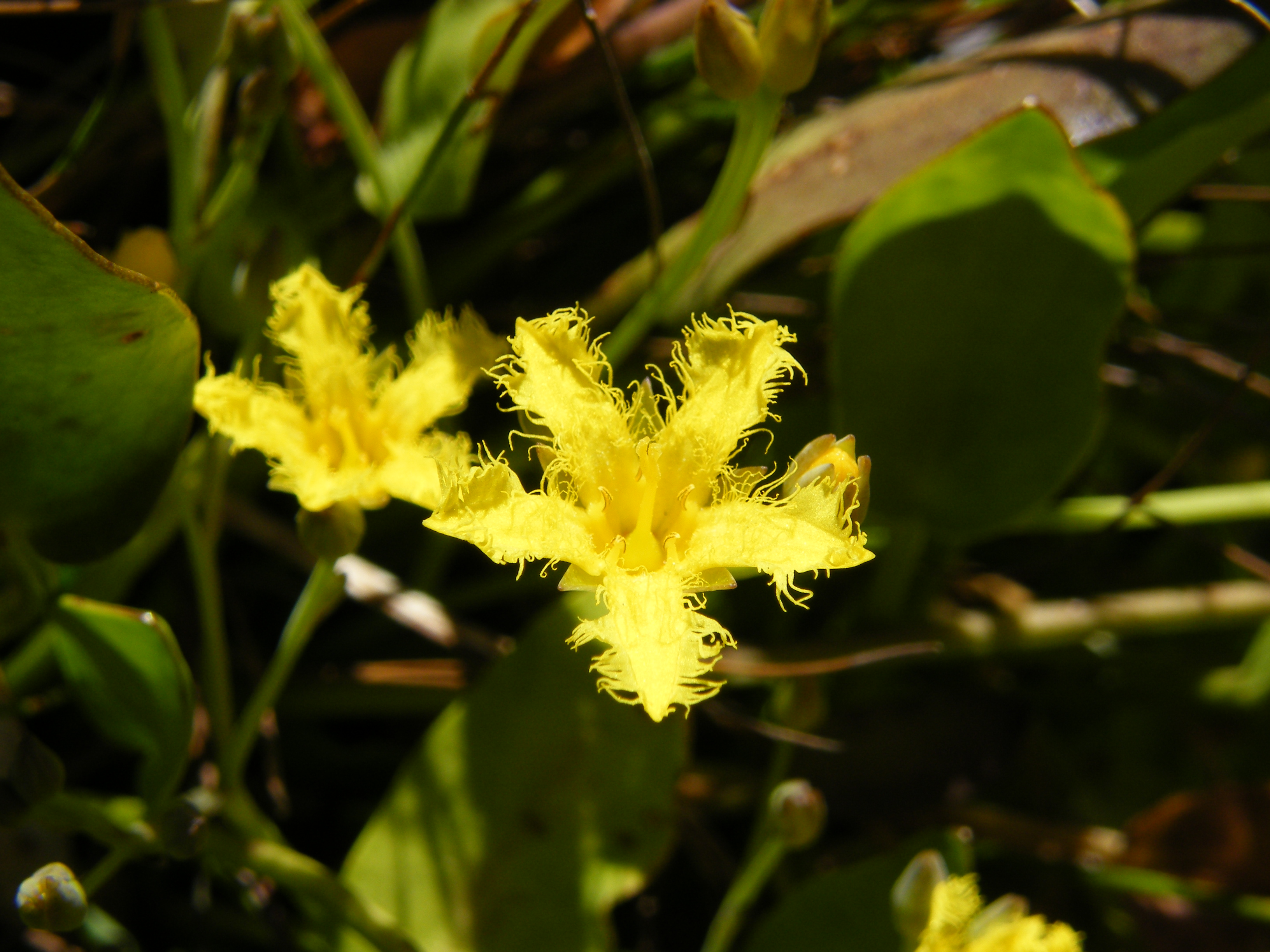
Květy Villarsia capensis

## Rozšíření
Vachtovité jsou celosvětově rozšířeny. Čeleď zahrnuje asi 58 druhů v 6 rodech. Největším rodem je plavín (Nymphoides, 40 druhů), zastoupený největším počtem druhů v Africe a Austrálii.
V květeně České republiky stejně jako v evropské květeně je čeleď zastoupena 2 druhy: vachta trojlistá (Menyanthes trifoliata) a plavín štítnatý (Nymphoides peltata).

## Ekologické interakce
Opylování probíhá nejčastěji hmyzem, zřídka větrem nebo samoopylením. Květy plavínů (Nymphoides) se vynořují nad hladinu jen na několik hodin a při odkvětu se opět ponořují. Plody dozrávají pod hladinou. Semena vachtovitých jsou šířena nejčastěji vodou. Kolumbijský druh Nymphoides flaccida roste jako jediný zástupce čeledi v rychle proudící vodě a má zcela ponořené listy.

## Taxonomie
V historických systémech byla čeleď vachtovité řazena na různá místa taxonomického systému. Cronquist ji řadil do řádu lilkotvaré (Solanales), Tachtadžjan do samostatného řádu Menyanthales v rámci nadřádu Campanulanae, Dahlgren do široce pojatého řádu dřínotvaré (Cornales).
Podle současných výzkumů tvoří vachtovité monofyletickou skupinu spolu s nejblíže příbuznými čeleděmi vějířovkovité (Goodeniaceae), pěknorožkovité (Calyceraceae) a hvězdnicovité (Asteraceae).

## Zástupci
- plavín (Nymphoides)
- vachta (Menyanthes)
- vilarsie (Villarsia)[5]

## Význam
Některé druhy plavínů (Nymphoides) jsou pěstovány jako vodní a akvarijní rostliny. V Indii jsou využívány v místní medicíně při ošetřování vředů, štípanců a proti parazitům trávicího traktu.

## Přehled rodů
Liparophyllum, Menyanthes, Nephrophyllidium, Nymphoides, Ornduffia, Villarsia